# Ровинский, Валерий Матвеевич

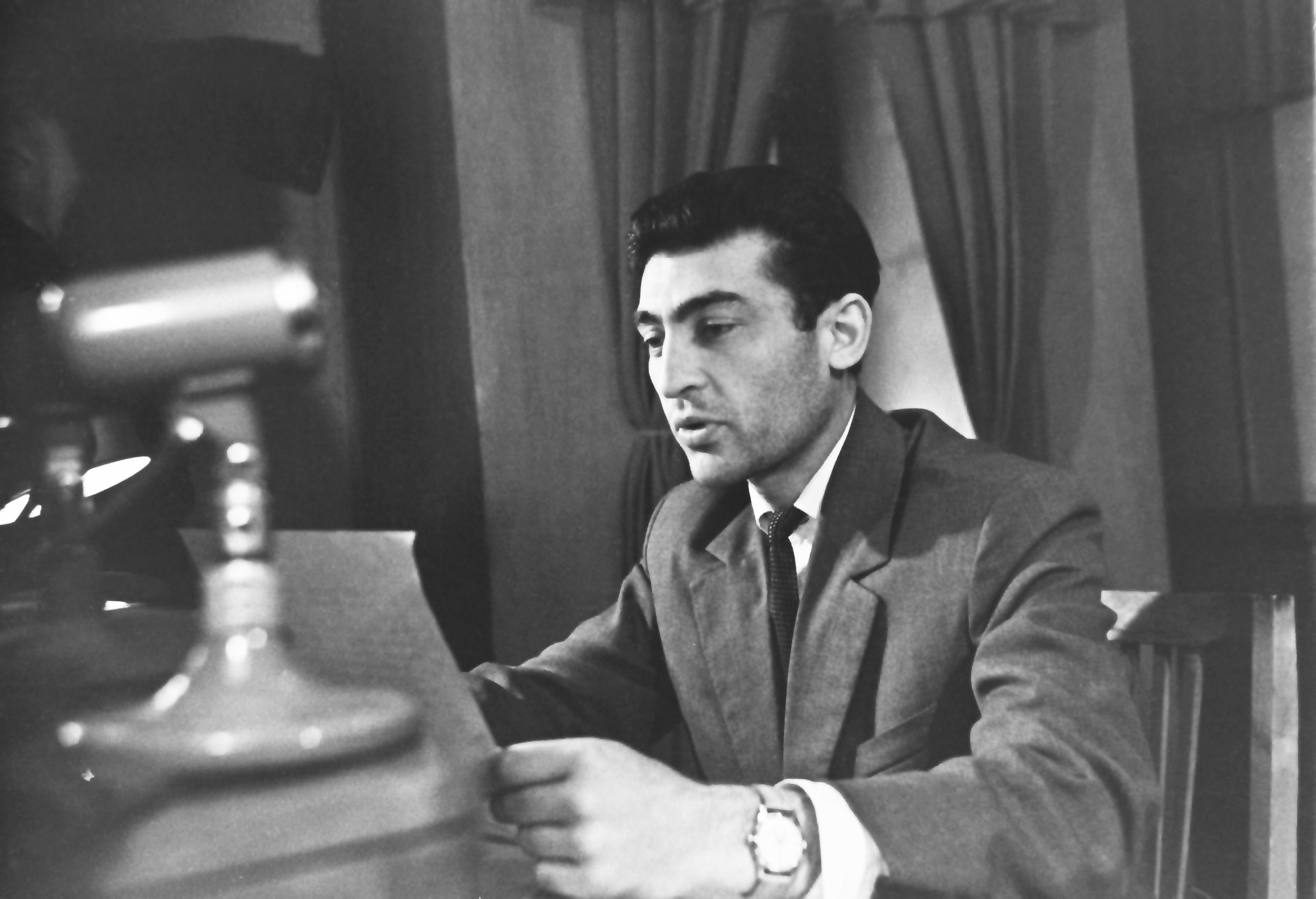
В. Ровинский в радиостудии, 1964 год

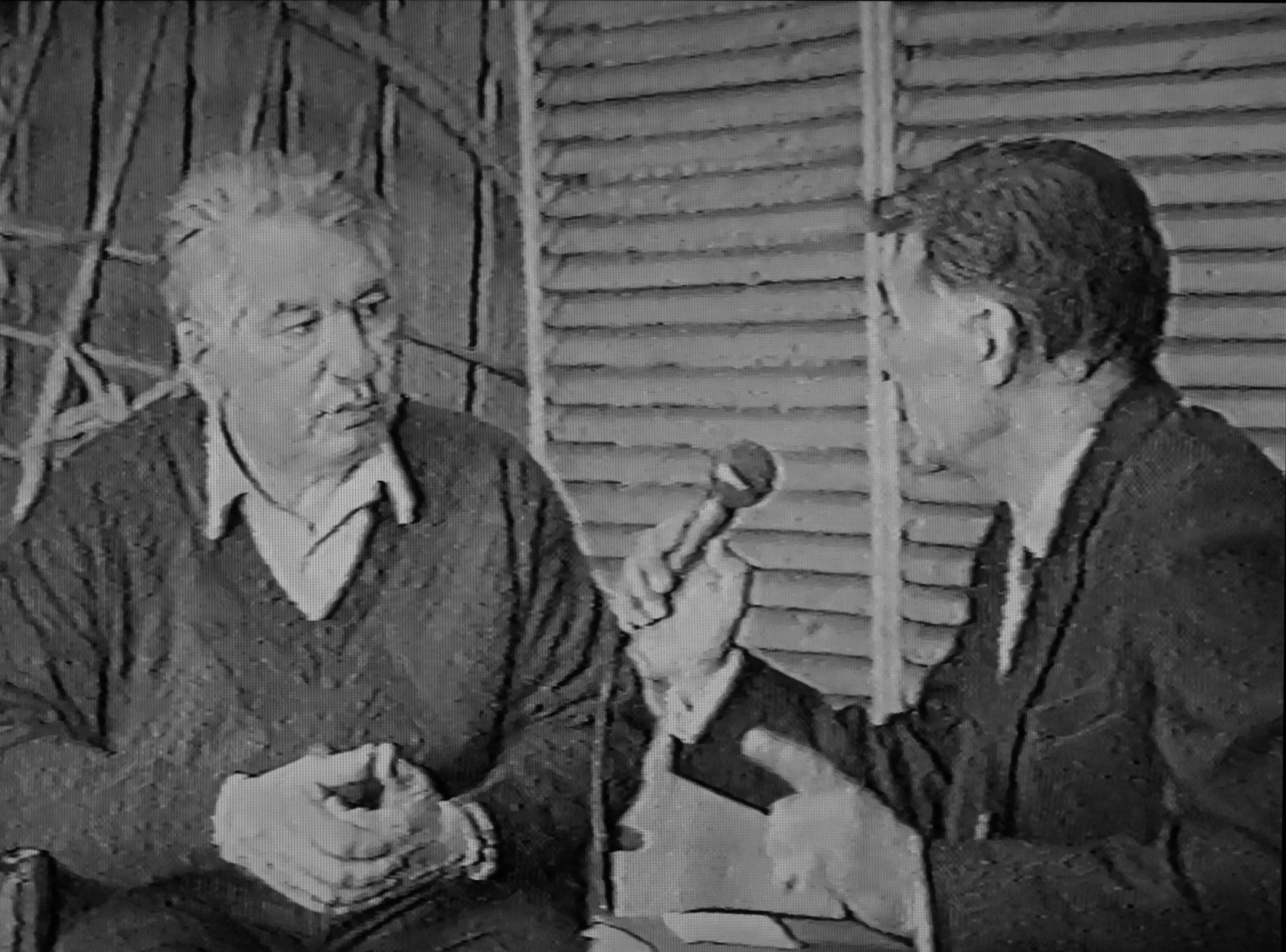
Ч. Айтматов и В. Ровинский — кадр из фильма «Последний поход»

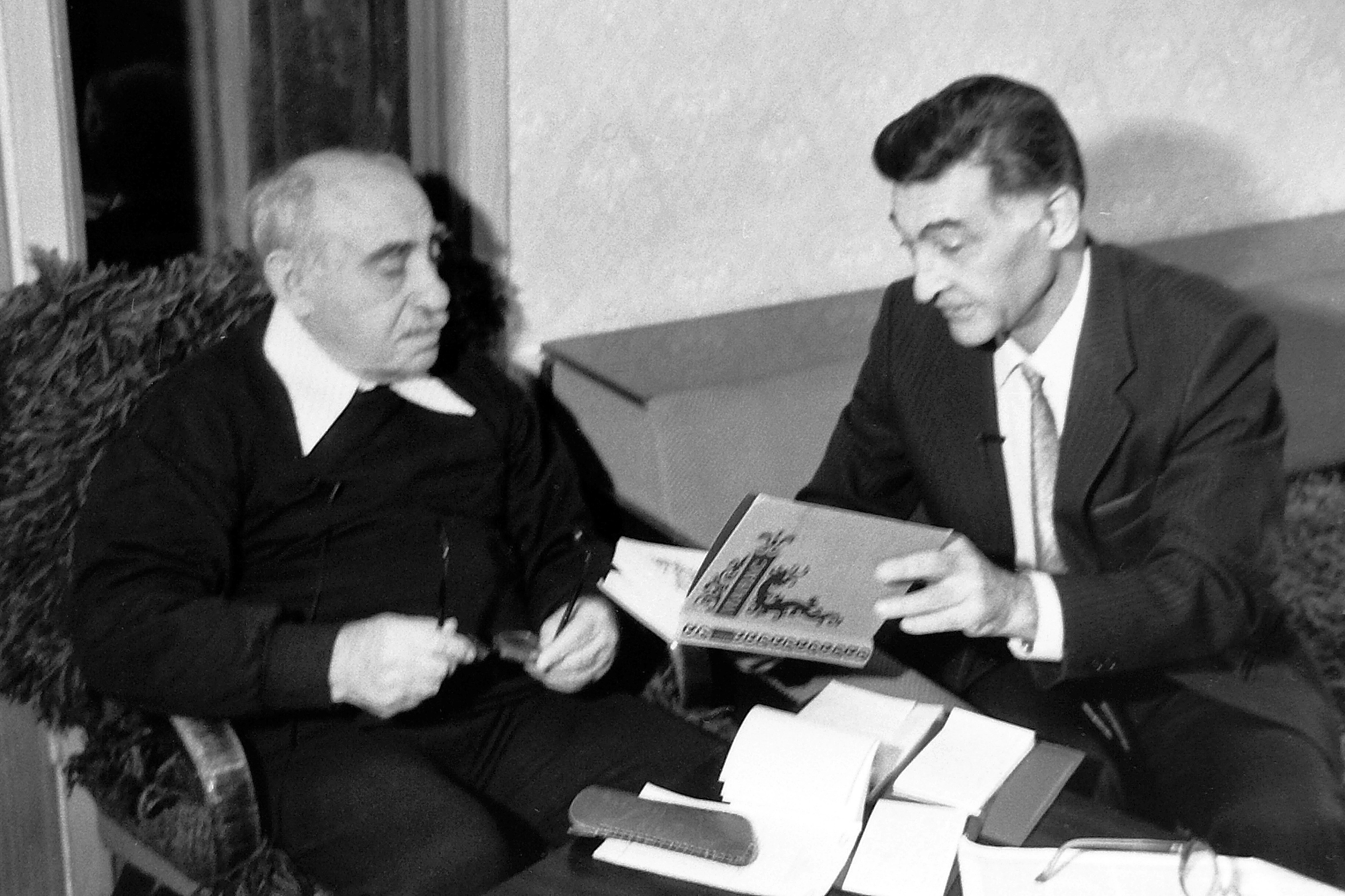
Переводчик и исполнитеть эпоса Манас Семён Липкин и Валерий Ровинский

Вале́рий Матве́евич Рови́нский (род. 8 февраля 1937, Харьков) — диктор радио и телевидения. Народный артист Кыргызской Республики (1995).

## Биография
Родился в еврейской семье Матвея Александровича Ровинского и Рухли-Леи Лейбовны Муллер в городе Харьков, Украинская ССР.

Мать, Рухля-Лея Лейбовна, работала на парфюмерной фабрике. Отец, Матвей Александрович, работал в УКРСНАБ.

В 1941 году, когда отец ушел на фронт, мать с Валерием эвакуировались в город Джалал-Абад Киргизской ССР.
Окончив среднюю школу в 1955 году у молодого Ровинского наступает период поиска своего места в жизни. Он поступает в Гурьевское мореходное училище.

Через пару лет он уже учится на физико-математическом факультете Ошского государственного педагогического института.
Следующим этапом с 1960 по 1962 была работа на студии «Киргизфильм» во Фрунзе.
Участие в съёмках художественных фильмов «Перевал»(по повести Ч.Айтматова «Тополек мой в красной косынке»), «Зной» (по повести Ч. Айтматова «Верблюжий глаз») и работа под руководством выдающихся советских режиссёров Алексеея Сахарова, Ларисы Шепитько, кинооператоров Леонида Калашникова и Юрия Сокола оказали огромное влияние на формирование творческого мировоззрения Ровинского.

В это же время кинорежиссёр Юз Герштейн одним из первых обращает внимание на тембр голоса Ровинского и записывает его в одном из своих фильмов, что стало отправным пунктом в освоении искусства звучащего слова.

Вся остальная жизнь Валерия Ровинского с тех пор у микрофона — на радио, телевидении и сцене.

В 1962 году он проходит конкурс и зачислен диктором комитета по радиовещанию и телевидению.

В 1969 году окончил учёбу на филологическом факультете Киргизского государственного университета по специальности «Русский язык и литература» и начал там же преподавать предмет «Искусство звучащей речи». Выразительному чтению у Ровинского учился, в будущем ставший известным предпринимателем-олигархом, Александр Машкевич.

С 1964 по 1984 год многократно стажировался у ведущих дикторов и режиссёров Всесоюзного радио и телевидения: Юрия Левитана, Елизаветы Емельяновой, Георгия Шумакова, Константина Кириллова и Эмиля Верника.

В 1974 и 1979 годах — учёба во Всесоюзном институте повышения квалификации работников телевидения и радиовещания.

В апреле 1977 впервые выходит на сцену Киргизской государственной филармонии со стихами Маяковского, Рождественского, Токтогула, Гамзатова.

В 1980-е годы преподаёт «Выразительное чтение» в Женском педагогическом институте во Фрунзе.

С 1994 года обучает выразительному чтению студентов Кыргызско-Российского Славянского университета в Бишкеке.

С 1996 года живёт в Германии.

## Творческая деятельность
Валерий Ровинский внёс большой вклад в развитие Кыргызского радио и телевидения. В его творческом диапазоне все радио и тележанры.

На киностудии «Киргизфильм» записаны дикторские тексты с его голосом к десяткам киноочерков и киножурналов.
Более 30 лет он был ведущим ответственных правительственных концертов, массовых представлений и праздников, которые рождались в творческом союзе с выдающимися мастерами сцены: народным артистом СССР Асанханом Джумахматовым, народным артистом СССР Булатом Минжилкиевым, заслуженным деятелем искусств Киргизской ССР Кубанычбеком Арзиевым, народным артистом Киргизской ССР Бериком Алимбаевым.
Фестивали «Весна Ала-Тоо», «Студенческая весна Киргизии», концертные программы художественных коллективов республики на XII-ом Всемирном фестивале молодёжи и студентов в Москве, республиканские и всесоюзные слёты, конкурсы и спортивные соревнования — все эти мероприятия создавались и проводились с активным участием Валерия Ровинского.
В 1988 году Ровинский открывает первую в Киргизии студию красноречия при республиканском обществе «Знание».
Он создатель первой радиоантологии Кыргызской поэзии «От Токтогула до наших дней».

Им исполнены и находятся в Золотом фонде Кыргызского радио произведения более 50 кыргызских поэтов.
Ровинский — первый исполнитель эпоса «Манас» на русском языке в переводах Е. Поливанова, Л. Пеньковского, М. Тарловского и С. Липкина.

Является автором и режиссёром телефильмов «Последний поход» и «И мой Манас», созданных к 1000 — летию эпоса «Манас».

## Награды и звания
- 1985 — Дипломант XII-го Всемирного фестиваля молодёжи и студентов
- 1986 — Награждён медалью «Ветеран труда» за долголетний добросовестный труд
- 1987 — Заслуженный работник культуры Киргизской ССР
- 1995 — Юбилейная медаль «Манас-1000»[7]
- 1995 — Народный артист Кыргызской Республики[1]